# ژرژ مونیه (آهنگساز)
ژرژ مونیه (فرانسوی: Georges Monier‎; ۱۸ فوریهٔ ۱۸۹۲ – ۱ ژانویهٔ ۱۹۷۴) آهنگساز اهل بلژیک بود.
از افتخارات وی میتوان به کسب مدال طلا موسیقی در بخش مسابقات هنری بازی‌های المپیک تابستانی ۱۹۲۰ اشاره کرد.